# Jargon File
Jargon File (укр. файл жаргонів) — це мережевий енциклопедичний словник комп'ютерного програмістського сленгу. Оригінальний Jargon File був збіркою термінів технічних культур Массачусетського технологічного інституту, Стенфордського університету, Університету Карнегі-Меллон тощо. Містить понад 2300 словникових та оглядових статей сленгу хакерів.
Він був опублікований у м'якій обкладинці в 1983 році під назвою "Словник хакера" (за редакцією Гая Стіла), переглянутий у 1991 році як "Новий словник хакера" (за редакцією Еріка С. Реймонда; третє видання вийшло в 1996 році). 
Концепція файлу почалася з Клубу технічного моделювання залізниць (TMRC), який виник з ранніх хакерів TX-0 і PDP-1 в 1950-х роках, де з'явився термін "хакер", а також етика, філософія і деяка номенклатура.

## Історія та огляд
Перший Jargon File (тоді він називався «jargon-1») було створено Рафаелем Фінкелем в Стенфордському університеті в 1975 році. У 1991 році файл був розміщений на одному з комп'ютерів Стенфордської лабораторії штучного інтелекту SAIL під назвою «AIWORD.RF [UP, DOC]» ([UP, DOC] — це була системна директорія «Користувацької програмної документації» операційної системи WAITS). Було багато копій цього файлу, які відрізнялися між собою, але загальновизнаною є перша версія. Слід зауважити, що файл завжди називався «AIWORD» або «Jargon File». Назву «Jargon File» запропонував Ерік Реймонд.
У 1976 році Марк Кріспін, побачивши оголошення про файл на комп'ютері SAIL, зробив копію файлу на комп'ютер MIT AI Lab і назвав його «AI: MRC;SAIL JARGON» («AI» комп'ютер лабораторії, директорія «MRC», файл «SAIL JARGON»). Файл зберігався у двох примірниках: в Массачусетському технологічному інституті та Стенфордському університеті і між ними періодично відбувалася синхронізація.
У паперовому вигляді частина змісту файлу з ілюстраціями була вперше опублікована в CoEvolution Quarterly Стюарта Бренда (випуск 29, сторінки 26—35, 1981 рік). У 1983 році файл jargon-1 був опублікований в книзі The Hacker's Dictionary, яка була призначена для масового ринку і містила в собі додаткові коментарі та в книзі Steele-1983. Невдовзі після публікації Steele-1983 наповнення файлу новими словами було призупинено. Це було пов'язано з бажанням тимчасово полегшити виробництво та з деякими іншими зовнішніми факторами.
Нова редакція вийшла в 1990 році, у ній містився текст пізньої версії jargon-1 та були видалені деякі слова які вийшли з вжитку і почали являти собою тільки історичний інтерес. Метою цією редакції було охопити й інші культури тому вона включила в себе жаргони програмістів IBM PC, фанів Amiga, ентузіастів Mac.
Зараз файл підтримує Ерік Реймонд та його асистент Гай Стіл. Ерік Реймонд є редактором книги The New Hacker's Dictionary. Деякі зміни, внесені ним у цей словник, піддаються критиці, оскільки вони фокусуються на культурі хакерів UNIX, нехтуючи більш ранніми культурами хакерів. Сам Реймонд заявляє, що природа злому змінилася, і Jargon File повинен повідомляти про культури хакерів, а не намагатися закріпити їх. Також Раймонд був звинувачений у додаванні термінів, які відображають його власну політику і словниковий запас.